# Встречный (Краснодарский край)
Встре́чный — посёлок в Брюховецком районе Краснодарского края.
Входит в состав Переясловского сельского поселения.

## География

### Улицы
- ул. Степная.

## Население
| 2002 | 2010 |
| ---- | ---- |
| 1    | ↗2   |